# Скагастрёнд (община)
Скагастрёнд (исл. Sveitarfélagið Skagaströnd, исландское произношение: [ˈsveiːtarˌfjɛːlaijɪðˈskaːɣaˌstrœnt]) — община на северо-западе Исландии в регионе Нордюрланд-Вестра. В 2022 году в общине на 53 км² проживало 483 человек.

## История
Община была образована 1 января 1939 года, после того как того сельская община Виндлахайлисхреппюр (исл. Vindhælishreppur) была разделен на три части. Первоначально община была сельской и называлась Хёвдахреппюр (исл. Höfðahreppur), затем 11 сентября 2007 года жители общины решили изменить название общины на Скагастрёнд (Sveitarfélagið Skagaströnd, дословно — «Община Скагастрёнд»), что из-за того, что бо́льшая часть населения занята работой в море и живет в одноименной деревне.

## География
Община Скагастрёнд находится в северной части Исландии в регионе Нордюрланд-Вестра в западной части полуострова Скайи на восточном берегу Хуна-фьорда на побережье Скагастрёнд.
На востоке Скагастрёнд граничит с общиной Скагафьордюр, а с юга и севера земли общины окружены землями общины Скагабиггд, тем самым разделяя их на две почти равные, не связанные между собой части.
В общине Скагастрёнд есть только один населённый пункт — деревня Скагастрёнд, в которой расположен административный центр общины. Основное занятие жителей общины — рыболовство и переработка морепродуктов.

## Инфраструктура
По территории общины проходит участок региональной дороги Скагастрандарвегюр 74 и дорога местного значения Скагавегюр 745.
Рядом в соседней общине Скагафьордюр находится аэропорт Сёйдауркроукюр местного значения. Ближайшим международным аэропортом является аэропорт Акюрейри.

## Население
Источник: Mannfjöldi eftir kyni, aldri og sveitarfélögum 1998-2022 (исл.). hagstofa.is. Reykjavík: Hagstofa Íslands [Статистическая служба Исландии]. Дата обращения: 20 августа 2022.

## Галерея

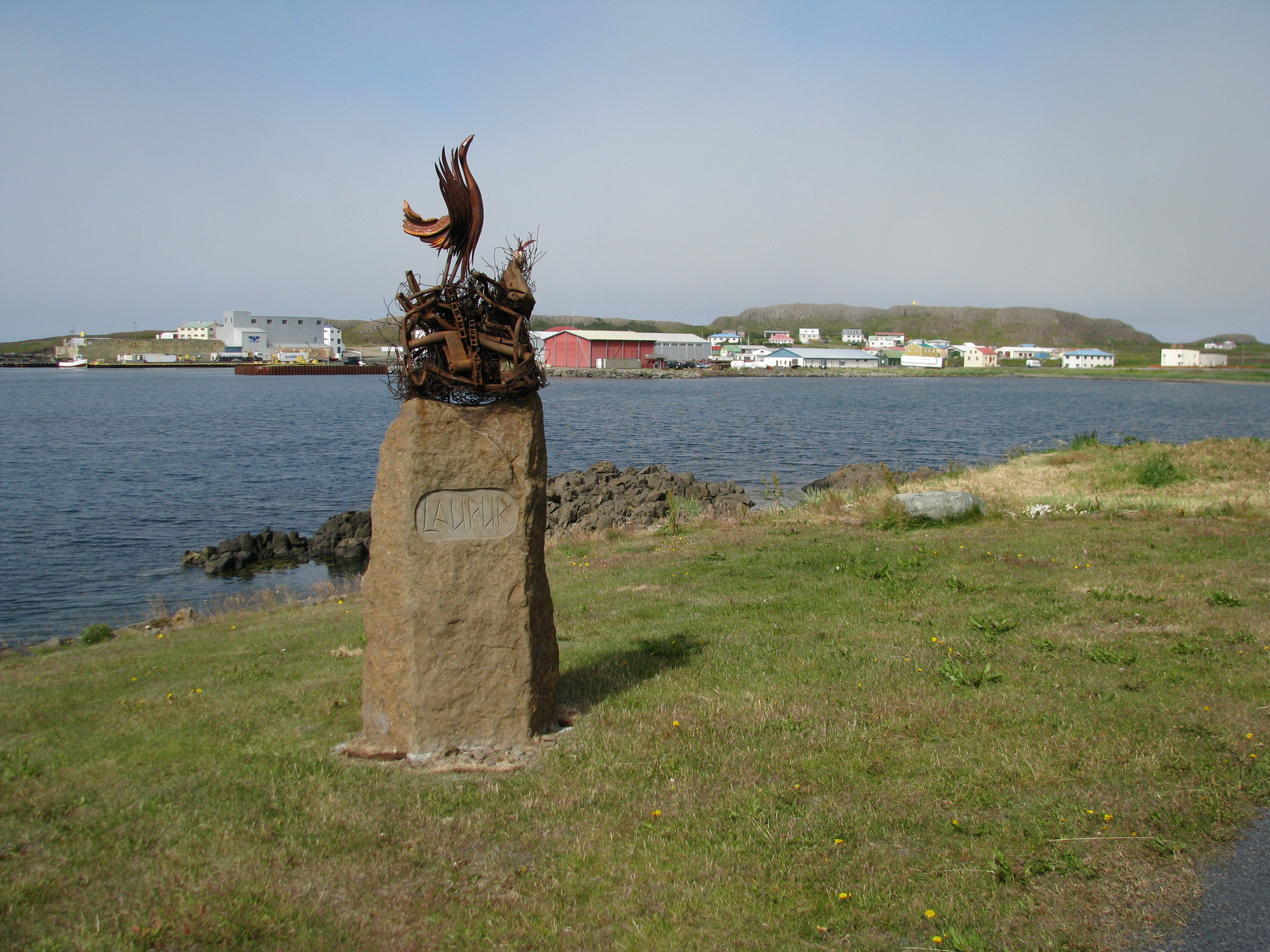
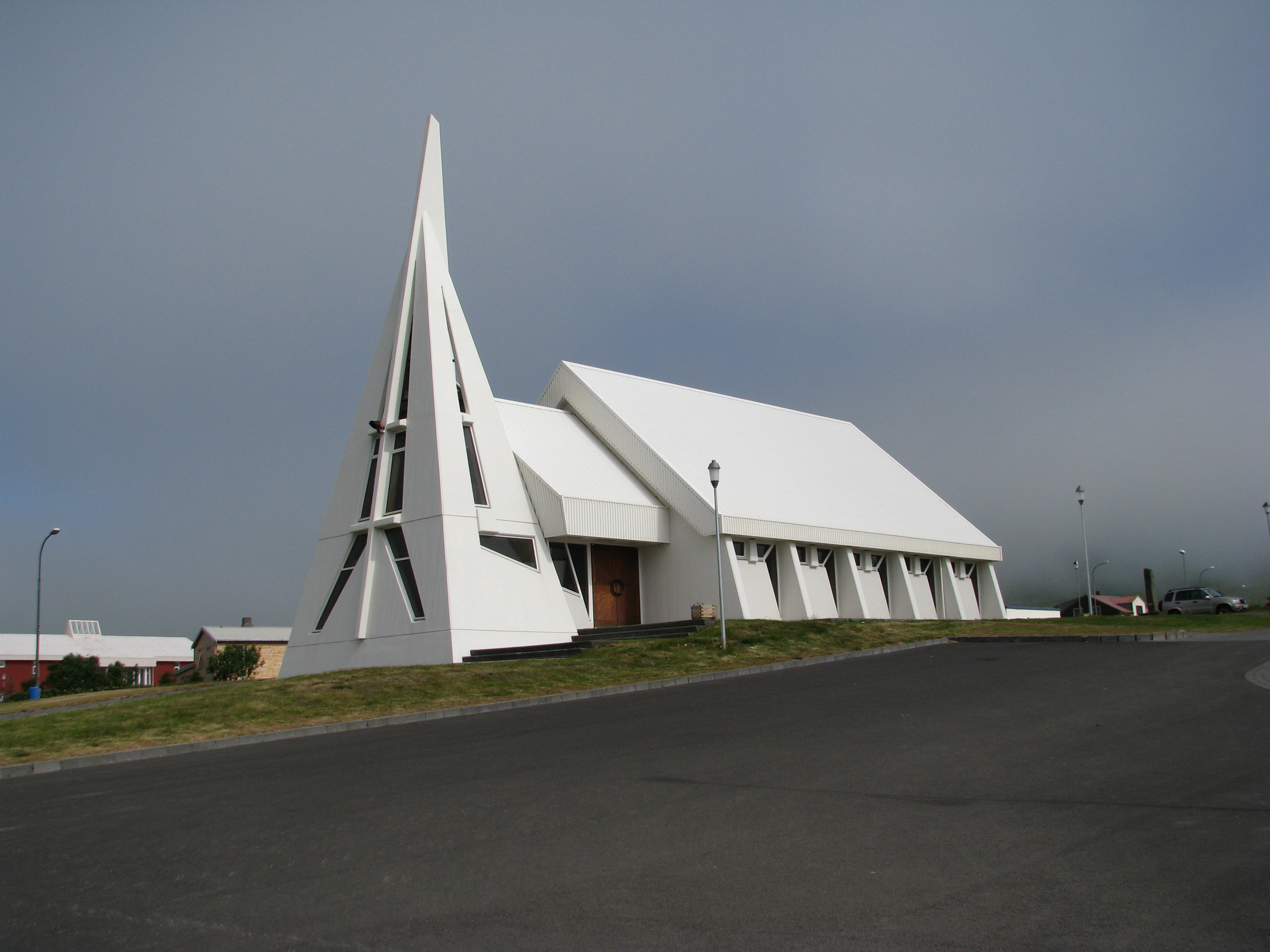